# René Branquart

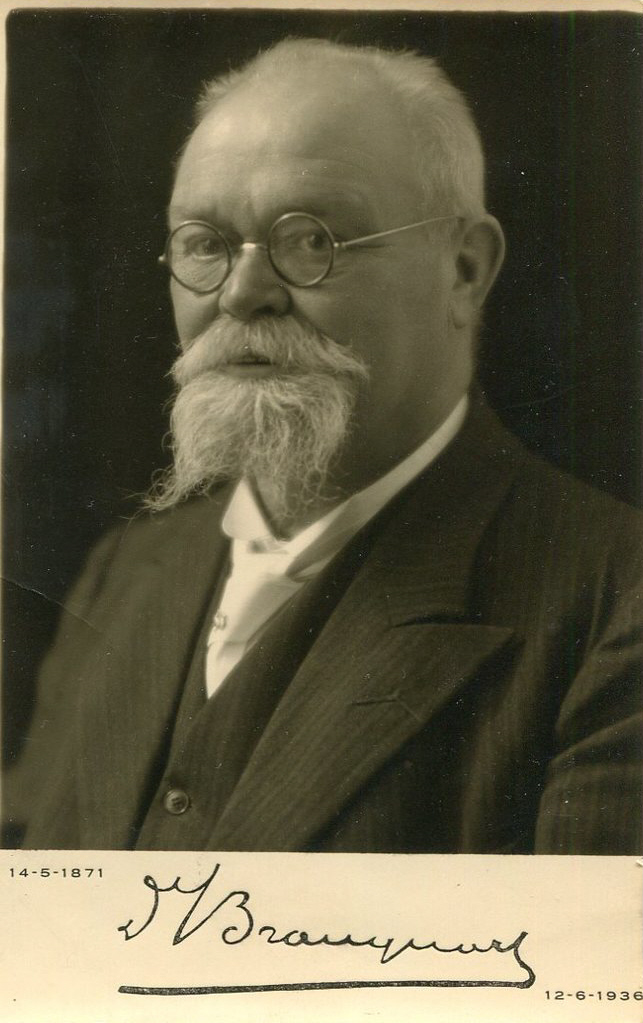
René Branquart

René Branquart (Hennuyères, 14 mei 1871 - 's-Gravenbrakel, 2 juni 1936) was een Belgisch politicus van de BWP en Waals militant.

## Levensloop
Branquart groeide op in een landbouwersgezin en studeerde vanaf 1887 farmacie, wetenschappen en geneeskunde aan de ULB. In 1897 behaalde hij zijn diploma met onderscheiding, waarna hij aan de slag ging als chirurg in verschillende ziekenhuizen en een artsenpraktijk opende in  's-Gravenbrakel. 
Tijdens zijn studies werd hij in 1893 lid van de socialistische studentenkring, hetgeen het begin van zijn politieke engagement betekende. Voor de Belgische Werkliedenpartij was hij van 1896 tot 1899 provincieraadslid van Henegouwen. Van 1900 tot 1908 en van 1912 tot aan zijn overlijden in juni 1936 was hij eveneens gemeenteraadslid van 's-Gravenbrakel, waar hij van 1922 tot 1927 schepen en van 1927 tot aan zijn dood burgemeester was.
Branquart bouwde eveneens een parlementaire carrière uit. In augustus 1899 werd hij als opvolger van de overleden Oscar Paquay verkozen tot lid van de Kamer van volksvertegenwoordigers voor het arrondissement Zinnik. Hij zetelde er tot aan de verkiezingen van mei 1900, toen hij door de invoering van de evenredige vertegenwoordiging zijn zetel in de Kamer verloor. Van 1902 tot 1904 en van 1912 tot 1932 was hij nogmaals volksvertegenwoordiger. Bij de verkiezingen van 1932 stond hij zijn plaats op de Kamerlijst af aan een jonger iemand, waarna hij zich liet verkiezen tot provinciaal senator voor Henegouwen. Dit ambt bleef hij bekleden tot aan zijn overlijden. Branquart was een actief parlementslid dat zijn tussenkomsten goed onderbouwde. Zijn interventies hadden betrekking op het gezondheidsbeleid, zoals de gezondheid van arbeiders, medische proeven om in het leger te worden toegelaten en de vervuiling van de Zenne door industriële activiteiten, en hij verdedigde de belangen van de landbouw, voornamelijk inzake de jacht.
Nog vóór het einde van de Eerste Wereldoorlog was Branquart actief was militant van de Waalse Beweging en schreef daarover in L'avenir Wallon van 18/21 januari 1917: Als Wallonië wil zegevieren en haar rechten wil verkrijgen, moet ze bereid zijn om haar wensen te formuleren en op te leggen als hun Vlaamse meesters terugkeren. Tijdens de oorlog werd hem gevraagd de Waalse activisten in bezet gebied te steunen, maar weigerde dit beslist. Zoals Jules Destrée, nam hij ontslag uit de Assemblée wallonne in 1923, toen die afdreef van het federalisme. Hij tekende tevens de akkoorden van het Compromis des Belges, zoals vele Vlaamse en Waalse socialisten, onder impuls van Camille Huysmans en Jules Destrée. Dit werd de voorbode van de akkoorden van 1932 over de taalgrens en de eentaligheid van de gewesten. Bij de wetgevende verkiezingen van 1929 werd hij gesteund door de Union fédéraliste wallonne van Achille Chavée. Op internationaal vlak was Branquart net als partijgenoten Georges Hubin en Léon Colleaux een pro-Franse positie genegen en in 1923 was hij een groot voorstander van de Ruhrbezetting door België en Frankrijk die  een gevolg was van een militair akkoord tussen beide landen. 
Branquart was ook journalistiek actief als hoofdredacteur van Le Clairon, de socialistische krant van het arrondissement Zinnik, en medewerker aan de socialistische dagbladen Journal de Charleroi en L'Action. Daarnaast was hij als vrijmetselaar lid van de loge Les Amis Philanthropes.

## Publicaties
- A mes frères les paysans, Braine-le-Comte, 1895.
- Les accidents du travail et la classe ouvrière, Gent, 1908
- En Wallonie pendant la guerre, Braine-le-Comte, 1919.